# Degel HaTorah
Degel HaTorah (in ebraico דגל התורה‎?, lett. Bandiera della Torah) è un partito politico israeliano, che rappresenta la componente lituana degli ebrei ultra-ortodossi aschenaziti.

## Storia
Degel HaTorah viene fondato nel 1988 dal rabbino Elazar Shach, leader della comunità israeliana degli aschenaziti lituani, che abbandona Agudat Yisrael, partito che da quel momento rimane a maggioranza chassidica.
Dal 1992 partecipa alle elezioni nazionali in alleanza con Agudat Yisrael, nella lista Ebraismo della Torah Unito.
Dalla sua fondazione, Degel HaTorah ha partecipato a numerose coalizioni di governo. Tuttavia, come nel caso di Agudat Yisrael, i suoi membri non hanno mai accettato il ruolo di ministro, ma al massimo di vice-ministro.

### Divisioni interne e scissioni
Nel corso degli anni sono emerse differenze nell'approccio ad alcune questioni identitarie della comunità ultra-ortodossa lituana.

In particolare, l'opposizione alla legge sulla leva obbligatoria ha portato a discussioni e divisioni su come questa legge andasse combattuta.
Il rabbino Aharon Leib Steinman, rappresentante del gruppo maggioritario, riteneva che la lotta dovesse essere sviluppata sul piano parlamentare.
I rabbini di un gruppo minoritario del settore lituano, invece, sostenevano la necessità di combattere la legge anche per mezzo di manifestazioni violente e blocchi stradali. Ben presto questo gruppo ha sviluppato anche opinioni radicali contro lo Stato laico, avvicinandosi all'antisionismo.

Nel 2012 il gruppo minoritario, guidato dal rabbino Shmuel Auerbach, ha dato vita ad una scissione, costituendosi con il nome di HaPeleg HaYerushalmi (lett. il ramo di Gerusalemme) e fondando un proprio quotidiano.

## Risultati elettorali
| Elezioni       | Voti                          | %                             | Seggi   | +/-     |
| -------------- | ----------------------------- | ----------------------------- | ------- | ------- |
| 1988           | 34.279                        | 1.5                           | 2 / 120 | -       |
| 1992           | In Ebraismo della Torah Unito | In Ebraismo della Torah Unito | 2 / 120 | Stabile |
| 1996           | In Ebraismo della Torah Unito | In Ebraismo della Torah Unito | 2 / 120 | Stabile |
| 1999           | In Ebraismo della Torah Unito | In Ebraismo della Torah Unito | 2 / 120 | Stabile |
| 2003           | In Ebraismo della Torah Unito | In Ebraismo della Torah Unito | 2 / 120 | Stabile |
| 2006           | In Ebraismo della Torah Unito | In Ebraismo della Torah Unito | 2 / 120 | Stabile |
| 2009           | In Ebraismo della Torah Unito | In Ebraismo della Torah Unito | 2 / 120 | Stabile |
| 2013           | In Ebraismo della Torah Unito | In Ebraismo della Torah Unito | 3 / 120 | 1       |
| 2015           | In Ebraismo della Torah Unito | In Ebraismo della Torah Unito | 2 / 120 | 1       |
| Aprile 2019    | In Ebraismo della Torah Unito | In Ebraismo della Torah Unito | 4 / 120 | 2       |
| Settembre 2019 | In Ebraismo della Torah Unito | In Ebraismo della Torah Unito | 3 / 120 | 1       |
| 2020           | In Ebraismo della Torah Unito | In Ebraismo della Torah Unito | 3 / 120 | Stabile |
| 2021           | In Ebraismo della Torah Unito | In Ebraismo della Torah Unito | 4 / 120 | 1       |
| 2022           | In Ebraismo della Torah Unito | In Ebraismo della Torah Unito | 3 / 120 | 1       |